# Wychowanie morskie
Wychowanie morskie w ujęciu pedagogicznym to proces w zorganizowany i celowy sposób wpływający na osobowość, postawy, cechy i hierarchię wartości jego uczestników, kształtujący charakter i kompetencje społeczne, oddziaływający na uczestników w każdej sferze (fizycznej, psychicznej, duchowej, społecznej, kulturowej) w pożądany społecznie sposób, odbywający się na pokładzie statku żaglowego w rejsie pełnomorskim, bazujący na kontakcie uczestników z żywiołem morza, poprzez który dochodzi do transgresji i skoku rozwojowego, który jest doświadczeniem zmieniającym życie.
Współcześnie, wychowanie morskie prowadzone jest przede wszystkim w trakcie pełnomorskich rejsów organizowanych dla młodzieży na żaglowcach STS Generał Zaruski, STS Pogoria oraz STS Fryderyk Chopin. Dawniej, wykorzystywany był także STS Kapitan Głowacki. Najbardziej znanymi projektami są Szkoła pod Żaglami Krzysztofa Baranowskiego, Niebieska Szkoła oraz Gdańska Szkoła pod Żaglami. Mniej znane lub zawieszone projekty o mniejszym zakresie to Szczecińska Szkoła pod Żaglami, Chrześcijańska Szkoła pod Żaglami, Katolicka Szkoła pod Żaglami. Wychowaniem morskim zajmują się również między innymi Fundacja Rejs Odkrywców, Fundacja Ocean Marzeń, Fundacja Nowy Azymut, Fundacja Daj Mi Czas, Stowarzyszenie Wychowanie Przez Żagle oraz Szkoła Jungów. W swoich statutach wychowanie morskie zawierają również takie organizacje jak Bractwo Kaphornowców czy Centrum Wychowania Morskiego ZHP.